# Hermann Stremme
Hermann Stremme (ur. 17 maja 1879 w Krefeld, zm. 26 kwietnia 1961 w Berlinie) – profesor zwyczajny geologii i mineralogii.

## Życiorys
Absolwent studiów z dziedziny chemii, geologii i mineralogii na uniwersytetach w Bonn i Berlinie. Od 1903 pracował jako asystent, w 1908 uzyskał habilitację, a od 1912 został profesorem nadzwyczajnym geologii i paleontologii na tym uniwersytecie.
W latach 1914–1945 profesor zwyczajny mineralogii i geologii na Politechnice Gdańskiej, a w latach 1928–1929 rektor uczelni.
Od 1946 pracował jako referent w niemieckim Zarządzie Rolnictwa i Lasów w Berlinie Wschodnim. Od 1947 był dyrektorem Instytutu Kartografii, a od 1950 pracował w Ministerstwie Rolnictwa i Lasów w Berlinie.